# Кхасі (мова)
Кхасі — мова народу кхасі. Поширена в центральних і східних районах індійського штату Мегхалая, в районах Гори Кхасі та Гори Джайнтія, а також у сусідніх районах штату Ассам і Бангладеш (регіон Сілхет).
Інші назви: Cossyah, Kahasi, Kassi, Khasa, Khasi, Khasie, Khashi, Khasiyas, Khassee, Khuchia, Kyi.
Мова кхасі належить до числа австроазійських мов, утворюючи в їх складі окрему групу. Іншими групами цієї мовної сім'ї є мови мунда в Індії, мон-кхмерські мови в країнах Індокитаю.
Функціонує кхасі в оточенні індоарійських та тибето-бірманських мов.
За переписом 2001 року, в Індії мову кхасі рідною назвали 1 128 575 осіб, з них 1 091 087 осіб у штаті Мегхалая, 34 617 осіб — в штаті Ассам, ще 2 871 особа — в інших штатах.

## Фонетика
Фонемний склад мови кхасі відзначається відсутністю протиставлення відкритих і закритих е і о (на відміну від багатьох інших австроазійських мов) і наявністю придихових приголосних (аспіратів). Крім простих голосних, присутні дифтонги.

## Морфологія
Типологічно — це префіксально-аглютинаційна мова з додатковими рисами основоізоляції.
Морфонологія відмічена явищем скупчення початкових приголосних, що виникає через випадання префіксального голосного (наприклад, kyti — kti «рука»). Нейтральний голосний ə (графічно — y) зустрічається майже виключно у префіксах. Характерним явищем є асиміляція приголосних на стику префіксу і кореня. Для утворення граматичних категорій використовується афіксація (переважно, префіксація) та аглютинація. У словотворенні широко використовуються редуплікація, ономатопея.
Структура складу: (приголосний) приголосний, голосний (приголосний).
Мова кхасі є єдиним членом австроазійської сім'ї, яка має граматичний рід. Вона розрізняє всі іменники як чоловічі та жіночі, при цьому сильно переважають іменники жіночого роду. Рід позначається відповідним артиклем, що стоїть перед іменником: u — для чоловічого роду, ka — для жіночого роду, ki — для множини обох родів (іноді використовується для вияву пошани), i — зменшувальний артикль (для обох родів). Артиклі часто виконують також роль займенника. Артикль ya вказує на прямий об'єкт, артикль ha — на непрямий об'єкт. Існують також артиклі, що виконують роль негативних маркерів: um, em, m, khlem. Іменники в мові кхасі мають 8 відмінків, що позначаються префіксами.
Існують особові, вказівні, питальні займенники. Прикметники утворюються додаванням до кореня префікса ba, а компаративи — додаванням слова kham перед прикметником. Мова кхасі має класифікатори. Характерним явищем є наявність великої кількості прислівників, багато з них неможливо перекласти іншою мовою через брак відповідних термінів.
Дієслово утворюється за допомогою службових слів, що стоять до або після основного слова. Дієслівний корінь може бути простим або складеним. Існує 5 класів складених коренів: причинний (каузальний, англ. Causal, утворюється додаванням префікса pyn до простого кореня), багаторазової дії (френквентативний, англ. Frequentative, утворюється додаванням префікса iai до простого кореня), початковий (інцептивний, англ. Inceptive, утворюється додаванням префікса man до простого кореня), взаємний (реципрокальний, англ. Reciprocal, утворюється додаванням префікса ia до простого кореня), підсилювальний (інтенсив, англ. Intensive утворюється за допомогою префіксів kyn, lyn, syn, tyn). Дієслово може бути в теперішньому, минулому або майбутньому часі. Для всіх дієслів існує лише одна форма відмінювання. На час і спосіб вказують префікси, а на число й особу — пов'язаний із дієсловом іменник.

## Синтаксис
Порядок слів у реченні є типовим для австроазійських мов: підмет-присудок-додаток (англ. subject–verb–object, SVO). Зазвичай залежний член речення йде за головним. Проте трапляються також конструкції з узгодженням, а також зі зворотнім порядком слів. Прямий додаток передує непрямому, прикметник йде за іменником, до якого він відноситься, числівник стоїть перед відповідним іменником. Прикметник узгоджується з відповідним іменником за родом та числом. Прислівники зазвичай ідуть за словами, які вони модифікують, але є й винятки, наприклад, питальні прислівники стоять попереду.

## Лексика
Мова кхасі містить запозичення з гінді, бенгальської та англійської мов.

## Діалекти і споріднені мови
Діалект Черрапунджі (англ. Cherrapunji, історична назва Согра, англ. Sohra), або кхинрієм (англ. Khynriem) поширений в південній частині штату Мегхалая, а також у місті Шиллонг, він є стандартним діалектом для літературної мови кхасі. Діалект бхой (англ. Bhoi-Khasi, Bhoi-Jirang) поширений в північному окрузі Рі-Бхой, а близький до нього діалект нонгтунг (англ. Nongtung) — в окрузі Східні Гори Кхасі.
Діалект лингнам (англ. Lyngngam, Lyngam), що використовується населенням округу Західні Гори Кхасі, зазнав впливу з боку сусідньої мови гаро і сильно відрізняється від стандартної кхасі своїм словниковим запасом. Зокрема зовсім іншими є деякі з найпоширеніших дієслів. Відмінності існують у побутових термінах. Також є багато незначних відмінностей у вимові. Артиклі часто пропускаються. Займенник u використовується як у множині, так і в однині замість стандартної множини ki. Зменшувальне і вживається з іменниками, що позначають неживі предмети. Відрізняються також префікси іменників у знахідному, давальному, частково родовому відмінках. Існують відмінності у використанні прикметників, займенників, інакше утворюється минулий час. Дещо відрізняються й числівники, особливістю яких є використання суфіксу re. Це дало підставу виділити лингнам як окрему мову (lyg).
Окремими мовами вважаються також кхасіянські діалекти вар (англ. War, War-Jaintia, War-Khasi) (aml) в південних районах Мегхалаї та на території Бангладеш і пнар (англ. Pnar, інші назви синтанг, англ. Syntang і джайнтія, англ. Jaintia) (pbv) на центральному плато в горах Джайнтія.
Незважаючи на певні відмінності всі ці мови (чи діалекти) за фонологічними, лексичними і граматичними ознаками виявляють тісну близькість і об'єднуються в єдину кхасіянську групу.

## Писемність
Писемність для мови кхасі на основі латинської абетки була створена валлійським місіонером Томасом Джонсом (англ. Thomas Jones) у 1842 році. Тоді кхасійська абетка складалася з 21 літери: 5 голосних (a, e, i, o, u) і 16 приголосних (b, k, d, g, ng, h, j, l, m, n, p, r, s, t, w, y). Згодом було додано ще 2 діакритичні приголосні (ї та ñ).

## Офіційний статус
2005 року мова кхасі отримала статус офіційної мови в чотирьох округах штату Мегхалая: Східні Гори Кхасі, Західні Гори Кхасі, Гори Джайнтія та Рі-Бхой. Крім того, вона широко використовується в початковій і середній освіті, на радіо, телебаченні, у релігійних обрядах. Всі ці факти стали підставою для виключення у 2012 році кхасі з переліку ЮНЕСКО мов, що перебувають у небезпеці.
В Індії мовою кхасі видаються газети, журнали, художня й наукова література. Кхасі викладається також у Північно-Східному Гірському університеті (англ. North Eastern Hill University) в Шиллонзі.
На офіційному рівні мова кхасі поступається англійській, першій офіційній мові штату Мегхалая. Існує стійка тенденція у потязі населення до вивчення й використання англійської мови. Тим самим мова кхасі повільно втрачає свої позиції в галузі освіти.